# جاي هارت
جاي هارت (بالإنجليزية: Jay Hart)‏ هو لاعب كرة قدم بريطاني في مركز الهجوم، ولد في 5 سبتمبر 1990 في Oswaldtwistle ‏ في المملكة المتحدة. لعب مع نورثويتش فيكتوريا.